# Liverpool Football Club
|  | No s'ha de confondre amb Liverpool Fútbol Club. |

El Liverpool Football Club és un club de futbol professional amb seu a Liverpool, Anglaterra, que disputa la Premier League, màxima competició futbolística en aquest país.
És el club anglès amb major nombre de títols internacionals, amb un Campionat del Món de clubs, sis Copes d'Europa, tres Copes de la UEFA i quatre Supercopes d'Europa. A nivell nacional, ha guanyat vint títols de lliga, vuit FA Cups, deu Copes de la Lliga —sent l'equip que més ha guanyat aquesta competició— i setze Community Shields, sumant més de seixanta títols oficials.
Va ser fundat el 15 de març de 1892 i a l'any següent es va unir a la Football League. Si bé va guanyar el seu primer títol de lliga el 1901, va ser durant els anys 1970 i 1980 on el club, sota la conducció tècnica primer de Bill Shankly i després de Bob Paisley va obtenir set títols internacionals i onze campionats de lliga. Va ser membre fundador de la Premier League el 1992 i del grup G-14. En els anys posteriors va anar decaient el seu nivell, tant a nivell nacional com en les competicions europees. Això va causar una inestabilitat notòria general i el 2010 va sofrir una crisi econòmica, per la qual cosa va haver de ser venut.
És el novè club amb major quantitat d'ingressos al 2014, amb un lucre anual d'€306 milions. Va ser qualificat per la revista Forbes com el vuitè club de futbol més valuós del món el 2015, amb una suma total de $982 milions. Les seves principals rivalitats són amb l'Everton FC, amb qui disputa el derbi de Merseyside, i amb el Manchester United FC, amb qui disputa el derbi del Nord-oest d'Anglaterra.
Els seus afeccionats van estar involucrats en dues tragèdies. La primera va ser la Tragèdia de Heysel el 1985, quan 39 persones —la majoria aficionats de la Juventus— van morir per culpa dels incidents causats pels hooligans anglesos a l'Estadi Heysel. I la segona va ser la Tragèdia de Hillsborough el 1989 a Sheffield, quan 96 persones van morir com a resultat d'una mala organització en els accessos a les tribunes de l'estadi de Hillsborough. Històricament ha utilitzat un uniforme totalment de color vermell. El seu himne és «You'll Never Walk Alone».

## Història

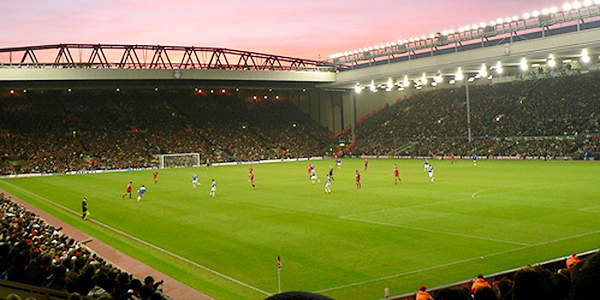
Estadi d'Anfield.

El club va ser fundat el 15 de març de 1892 per John Houlding, el propietari d'Anfield. Houlding decidí formar el seu propi equip després que l'Everton FC fos desnonat d'Anfield per problemes amb el lloguer. El nom de l'equip, Everton FC, fou canviat a Liverpool FC després que The Football Association refusés reconèixer el nom original en existir un altre club amb el mateix nom.
Participà per primer cop a la Football League el 1893, quan a l'equip era format per majoria d'escocesos. És l'equip britànic més brillant pel que fa a títols. Han destacat jugadors com els porters Sam Hardy i Elisha Scott, o també Billy Liddell, però fou l'arribada de Bill Shankly la que portà a l'equip als màxim nivell. Sota la guia de Shankly arribaren jugadors com Ray Clemence, Roger Hunt i Kevin Keegan. Més tard també destacaren Graeme Souness, Kenny Dalglish, John Barnes i Ian Rush.
Juntament amb els majors èxits, el club ha viscut també les pitjors desgràcies com les de Heysel i Hillsborough. El 29 de maig de 1985 es disputava la final de la Copa d'Europa a l'estadi de Heysel de Brussel·les contra la Juventus FC. Abans de començar el partit es produí una esllavissada d'aficionats provocada pels hooligans anglesos que acabà amb 39 aficionats de la Juve morts. Com a conseqüència la UEFA sancionà al Liverpool amb 10 anys de suspensió a les competicions internacionals que finalment fou reduïda a 6 anys. No fou l'única tragèdia que visqué el club. El 15 d'abril de 1989 96 seguidors del club van morir aixafats a l'estadi de Hillsborough, a Sheffield durant un partit de semifinals de la Copa anglesa contra el Nottingham Forest.
El 30 de juliol de 2004, l'ajuntament de Liverpool concedí el permís al club per a construir un nou estadi amb 60.000 seients a prop del parc Stanley. En un principi estava previst que l'estadi fos compartit amb els rivals locals, l'Everton FC, però el gener de 2005, es trencaren les negociacions i finalment l'estadi serà per a ús exclusiu del Liverpool. S'inicià la construcció l'estiu del 2005 i està prevista la inauguració per l'any 2007. L'antic estadi serà requalificat per a la construcció d'apartaments, oficines, un hotel i bars i restaurants. Posteriorment, l'any 2014 es va iniciar l'expansió d'una zona de l'estadi. Les obres es troben encara en procés de realització, i un cop acabades Anfield podrà abastar uns 59.000 espectadors.
El club juga el derbi de la ciutat de Liverpool amb l'Everton FC, amb qui ha mantingut sempre una gran rivalitat històrica des del 1894, quan el propietari de l'antic camp de l'Everton FC va fundar el Liverpool FC. Aquest derbi també és anomenat "el clàssic amistós", ja que no és estrany trobar aficionats dels dos equips dins d'una mateixa família. Els dos clubs gaudeixen d'una gran base de seguidors a la ciutat de Liverpool.

### Fundació

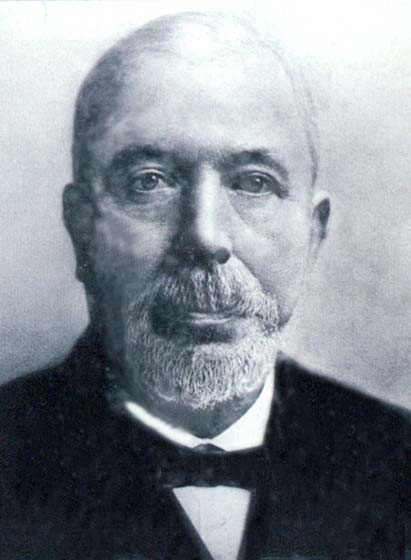
John Houlding, fundador i primer president del Liverpool FC.

El Liverpool FC va ser fundat arran d'una disputa entre la junta directiva de l'Everton FC i John Houlding, propietari de l'estadi Anfield. Després d'usar el recinte durant vuit anys, l'Everton es va traslladar a Goodison Park el 1892 i Houlding va fundar al Liverpool Football Club perquè jugués els seus partits a Anfield. Originalment format amb el nom «Everton FC and Athletic Grounds Ltd» —conegut també en forma més curta com a Everton Athletic—, el club va adoptar el seu actual nom al març de 1892 i va ser reconegut oficialment per l'Associació del Futbol tres mesos després, després que aquesta es negués a reconèixer-lo com a «Everton». En la seva primera temporada, l'equip va guanyar la Lancashire League, una lliga regional per als equips situats en el Comtat de Lancashire. Posteriorment, es va unir a la Football League Second Division en iniciar la temporada 1893-94. Després de finalitzar en el primer lloc el club va ascendir a la First Division, que va guanyar el 1901 i el 1906.

### 1900 - 1960
El Liverpool va aconseguir la seva primera final de la FA Cup el 1914, perdent per 1-0 davant el Burnley FC. Va aconseguir guanyar dos campionats de lliga consecutius el 1922 i 1923, però no va guanyar cap altre trofeu fins a la temporada 1946-47, on va obtenir la seva cinquena lliga amb George Kay com a entrenador. L'equip va sofrir la seva segona derrota en una final de la FA Cup el 1950, en aquesta ocasió, davant l'Arsenal FC, i va descendir a la Second Division en la temporada 1953-54. Poc després de perdre per 2-1 davant el Worcester City —club que ni tan sols integrava la Football League— en la FA Cup 1958-59, Bill Shankly va ser nomenat entrenador. Després de la seva arribada va alliberar a 24 jugadors del planter i va convertir a una antiga sala d'emmagatzematge a Anfield en una habitació on els entrenadors podrien discutir l'estratègia, que va rebre el nom de «The Boot Room». En aquest saló, Shankly i altres membres del cos tècnic com Joe Fagan, Reuben Bennett i Bob Paisley van començar a planificar la remodelació de l'equip.

### 1960 - 1980

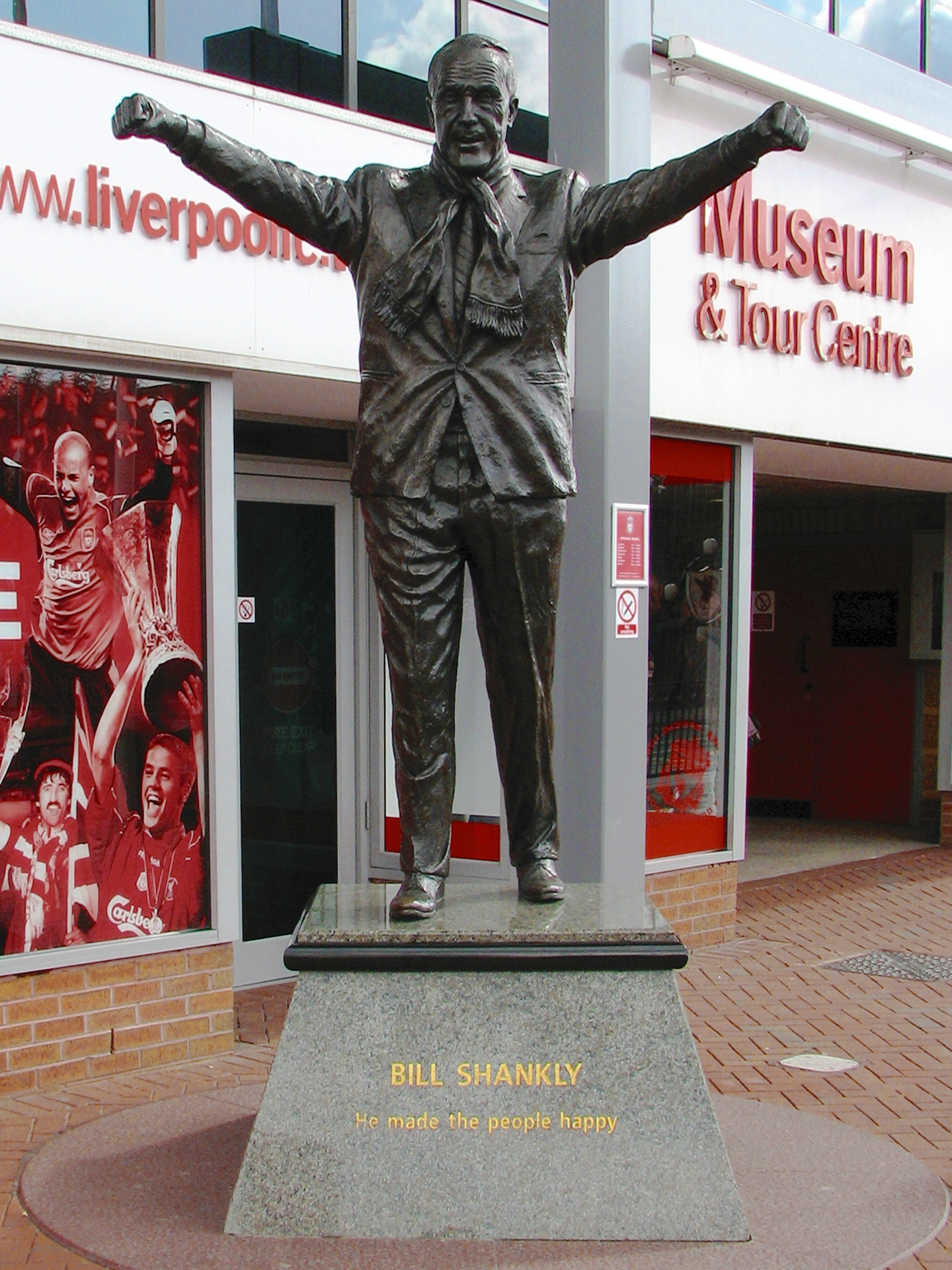
Estàtua commemorativa de Bill Shankly localitzada a l'exterior d'Anfield.

El club va ascendir novament a la First Division el 1962, i dos anys després va tornar a ser campió de lliga després de 17 anys. El 1965 va guanyar la seva primera FA Cup. A l'any següent, va obtenir el seu setè campionat de lliga, encara que per contra, va perdre la final de la Recopa d'Europa 1965-66 davant el Borussia Dortmund. La temporada 1972-73 va obtenir el doblet en guanyar tant la lliga com la Copa de la UEFA, i a l'any següent va guanyar per segona vegada la FA Cup. Shankly es va retirar poc després de l'obtenció d'aquest últim títol i va ser reemplaçat pel seu assistent Bob Paisley. El 1976, el segon any de Paisley en el càrrec, el club va repetir el doblet de la lliga i de la Copa de la UEFA. La temporada següent, va defensar reeixidament el seu títol de lliga i va guanyar la seva primera Copa d'Europa, encara que no va aconseguir el triplet en perdre la final de la FA Cup. El 1978 es va coronar bicampió de la Copa d'Europa i va recuperar el títol de la First Division a l'any següent. Durant les nou temporades de Bob Paisley com a entrenador, el Liverpool va guanyar 21 trofeus, entre ells, tres Copes d'Europa, una Copa de la UEFA, sis lligues i tres Copes de la Lliga consecutives. L'únic títol que no va poder obtenir va ser la FA Cup.

### 1980 - 1990
Paisley es va retirar el 1983, i va ser reemplaçat pel seu assistent Joe Fagan. La temporada 1983-84, el Liverpool va guanyar la lliga, la Copa de la Lliga i la Copa d'Europa, la qual cosa va significar la primera vegada que un equip anglès guanyés tres títols en una mateixa temporada. El 1985 l'equip va tornar a aconseguir arribar a la final de la Copa d'Europa davant la Juventus de Torí a l'Estadi de Heysel de Brussel·les. Abans de l'inici del partit, un grup de hooligans del Liverpool van destruir una paret que separava els grups de seguidors de tots dos equips, i van carregar contra els seguidors de la Juventus. Per seguretat, la gent va començar a acumular-se contra un mur de contenció d'una de les tribunes, però aquest va acabar cedint, matant a 39 persones, la majoria d'elles, italianes. L'incident va rebre el nom de Desastre de Heysel. El partit es va jugar malgrat les protestes dels entrenadors de tots dos clubs, i el Liverpool finalment va perdre per 1-0 davant la Juventus. Com a resultat de la tragèdia, als clubs anglesos se'ls va prohibir participar en competicions europees durant cinc anys, mentre que el club anglès va rebre una prohibició de deu anys, que posteriorment va ser reduïda a sis. Un total de 14 dels seus afeccionats van ser condemnats per homicidi negligent.

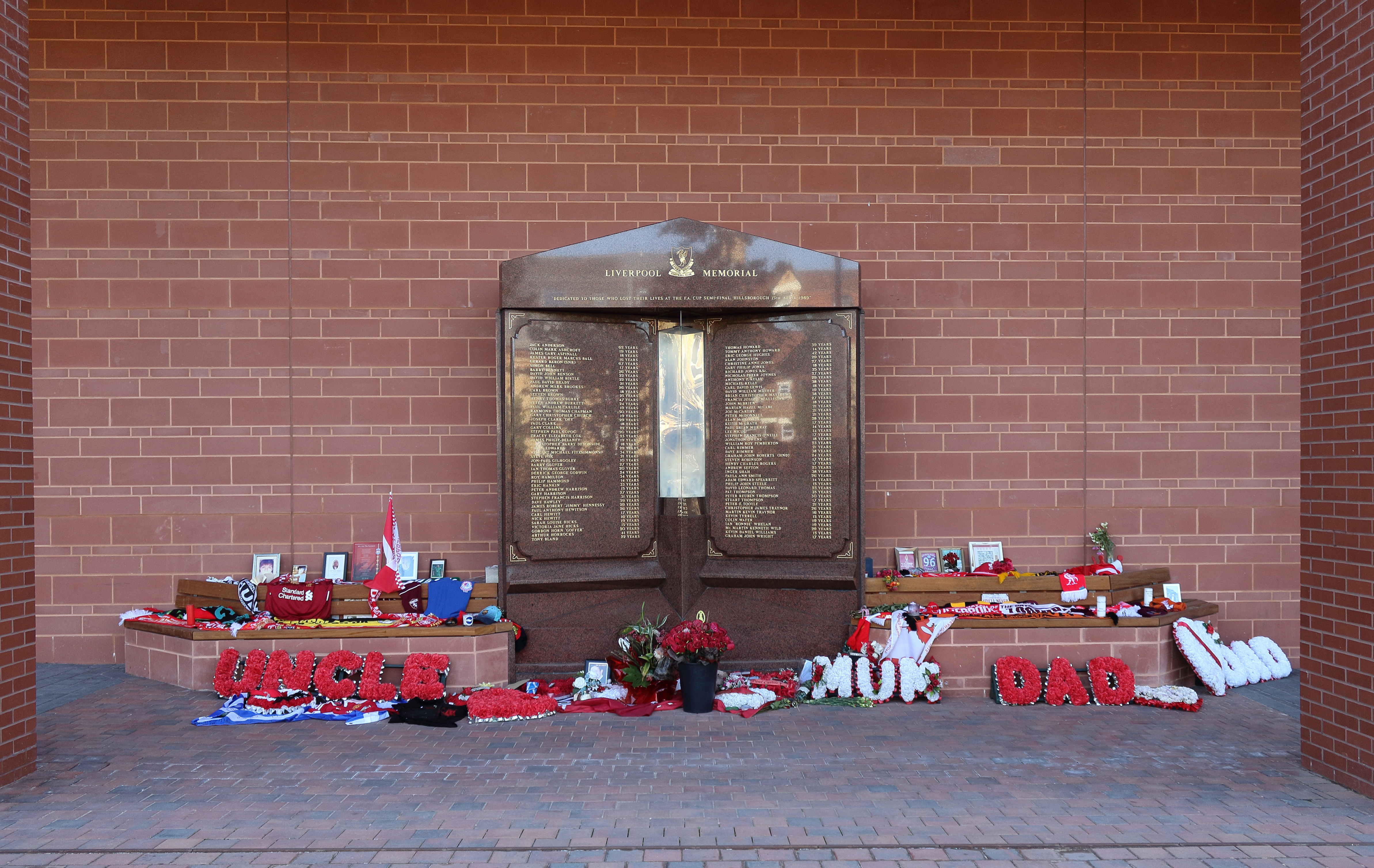
El memorial de Hillsborough, té els noms gravats de les 96 víctimes de la Tragèdia de Hillsborough.

Fagan va renunciar després de la tragèdia i Kenny Dalglish es va fer càrrec de l'equip, convertint-se en el primer jugador-entrenador en la història del club. Durant el seu mandat, el club va guanyar altres tres campionats de lligues i dues FA Cups, incloent un doblet de lliga i FA Cup en la temporada 1985-86. No obstant això, els bons resultats es van veure tapats per la Tragèdia de Hillsborough. Durant una semifinal de la FA Cup contra el Nottingham Forest el 15 d'abril de 1989, centenars d'afeccionats «reds» van ser aixafats contra les tanques del perímetre. Un total de 94 persones van morir aquest mateix dia; la 95a víctima va morir quatre dies després a l'hospital producte de les seves greus lesions, mentre que un altre va morir després de quatre anys, temps en el qual mai va poder recobrar el coneixement. Després d'aquest incident, el Govern del Regne Unit encapçalat per la primera ministra Margaret Thatcher va decidir prendre cartes en l'assumpte per prevenir aquests successos. L'Informe Taylor, entre les seves conclusions, va establir com a recomanació que tots els estadis de futbol professionals estiguessin proveïts de seients. A més, va determinar que la principal causa del desastre va ser l'amuntegament de públic a causa d'una fallada de control policial.
La temporada 1988-89, el campionat de lliga es va definir en l'última jornada. El Liverpool va acabar en igualtat de punts i diferència de gols amb l'Arsenal FC, però va perdre el títol amb gol en l'últim minut de Michael Thomas, i el club londinenc va finalitzar amb major suma de gols marcats. No obstant això, a l'any següent el Liverpool va obtenir el seu 18è i fins ara últim títol de lliga. En el transcurs, va aconseguir la seva major golejada històrica en la màxima divisió, en vèncer per 9-0 al Crystal Palace el 12 de setembre de 1989.

### 1990 - 2000
Dalglish va citar la tragèdia de Hillsborough i les seves repercussions com la principal raó de la seva renúncia el 1991; i Graeme Souness va ser triat per reemplaçar-lo. El Liverpool va guanyar la FA Cup el 1992, al mateix temps que va acabar sisè a la lliga. A la següent temporada, va ser membre fundador de la Premier League, en la qual va finalitzar sisè novament, la qual cosa va implicar l'acomiadament de Souness el gener de 1994. Va ser substituït per Roy Evans, i l'equip va guanyar la seva cinquena Copa de la Lliga el 1995. Malgrat haver lluitat per guanyar el títol de lliga en diverses ocasions, va culminar tercer en les temporades 1995-96 i 1997-98. Així mateix, Gérard Houllier va ser nomenat co-entrenador per la temporada 1998-99, i va passar a ser entrenador únic després de la renúncia d'Evans. La temporada 2000-01, la segona completa de Houllier en el càrrec, el Liverpool va guanyar un triplet de la FA Cup, la Copa de la Lliga i la Copa de la UEFA. No obstant això, Houllier va ser sotmès a una cirurgia del cor durant el transcurs de la temporada 2001-02, en la qual el conjunt red va acabar subcampió de la Premier League, per darrere de l'Arsenal. A més, va aconseguir guanyar novament la Copa de la Lliga el 2003, però no va poder lluitar pel títol de lliga en les següents dues temporades.

### 2000 - 2010

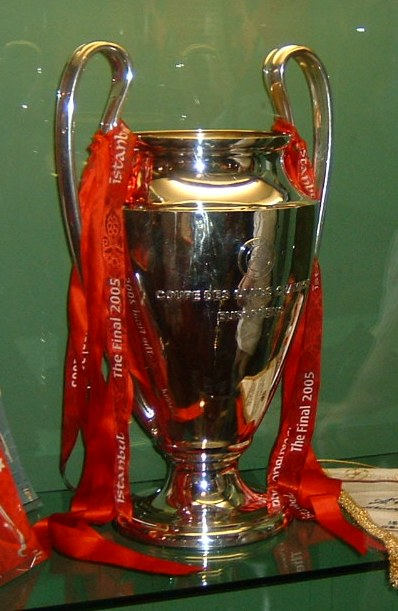
El Trofeu de la Copa d'Europa guanyat pel Liverpool el 2005.

Houillier va ser reemplaçat per Rafa Benítez al final de la temporada 2003-04. Malgrat haver finalitzat en el cinquè lloc de la Premier League, el Liverpool va guanyar la Lliga de Campions de la UEFA 2004-05, vencent a l'AC Milan italià per 3-2 en el torn de penals, després que el partit finalitzés empatat 3-3. El 2006 va culminar tercer en la Premier League i va guanyar la FA Cup 2005-06, superant al West Ham United en la final mitjançant el torn de penals després que el partit acabés 3-3. Els empresaris nord-americans George Gilett i Tom Hicks van passar a ser propietaris de l'entitat el 2007 en un acord que li va donar un valor al club i els seus deutes pendents en £218,9 milions. El Liverpool va aconseguir arribar a la Final de la Lliga de Campions de la UEFA 2006-07 i es va enfrontar novament a l'AC Milan, però en aquesta ocasió va caure per 2-1. En la Premier League 2008-09 va aconseguir la xifra de 86 punts, la seva major puntuació des de la creació d'aquesta competència, i va finalitzar subcampió darrere del Manchester United FC.

### 2010 - Present
La temporada 2009-10, el Liverpool va finalitzar setè en la Premier League i va fallar a classificar-se a la Lliga de Campions. Com a conseqüència, Benítez va abandonar el club de mutu acord amb la junta directiva i Roy Hodgson, provinent del Fulham FC, va assumir el càrrec. Al començament de la temporada 2010-11 el club es trobava a la vora de la fallida i els seus creditors van demanar al Tribunal Superior de Justícia que permeti una venda del club, fent cas omís als desitjos de Hicks i Gillett. John W. Henry, propietari dels Boston Red Sox i del grup empresari Fenway Sports Group, va prendre possessió a l'octubre de 2010 després de ser aprovada la seva oferta. Els mals resultats durant l'inici d'aquesta temporada van portar a Hodgson a abandonar el club per consentiment mutu i l'exjugador i entrenador Kenny Dalglish va assumir com a entrenador per segona vegada. Malgrat obtenir la vuitena Copa de la Lliga per al club en vèncer en la final al Cardiff City i ser subcampió de la FA Cup, va finalitzar vuitè en la Premier League, la pitjor posició de la lliga en 18 anys i això va implicar l'acomiadament de Dalglish. Va ser reemplaçat per Brendan Rodgers, que en el seu primer any al comandament, el Liverpool va acabar setè. No obstant això, en la temporada 2013-14, va aconseguir lluitar pel títol i va finalitzar segon, darrere del campió Manchester City, i va retornar a la Lliga de Campions, marcant 101 gols en el transcurs, la major quantitat des dels 106 gols marcats en 
la temporada 1895-96. Després d'una decebedora temporada 2014-15 —on el Liverpool va acabar sisè en la lliga—, i un mal començament en la temporada 2015-16, Rodgers va ser acomiadat a l'octubre de 2015. El seu successor va ser l'alemany Jürgen Klopp, qui va esdevenir el tercer entrenador no britànic en la història del club. L'equip va aconseguir arribar a les finals de la Copa de la Lliga i la Lliga Europa de la UEFA, finalitzant com a subcampió en ambdues competicions.

## Colors i escut

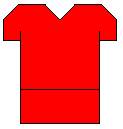
Equipament

- Uniforme Titular: Samarreta vermella, pantalons vermells i mitges vermelles.
- Uniforme Alternatiu: Samarreta blanca, pantalons blancs i mitges blanques.
- Tercer Uniforme: Samarreta negra amb franges horitzontals grises i una franja diagonal vermella, pantalons negres i mitges negres.

En els seus inicis el club adoptà els colors del seu rival, l'Everton, blau i blanc. La samarreta estava dividida a meitats d'ambdós colors. El 1894 adoptà el color de la ciutat, el vermell, i el 1901 adoptà l'ocell emblema de la ciutat com a emblema del club. Durant prop de setanta anys vestí samarreta vermella però pantalons blancs. Els colors dels pantalons variaren sovint del blanc al vermell o al negre. El 1964, l'entrenador del club, Bill Shankly, decidí adoptar definitivament l'uniforme tot vermell. Actualment, l'uniforme del Liverpool es manté amb samarreta vermella i pantalons vermells. D'aquí el sobrenom que rep, The Reds o The Mighty Reds.

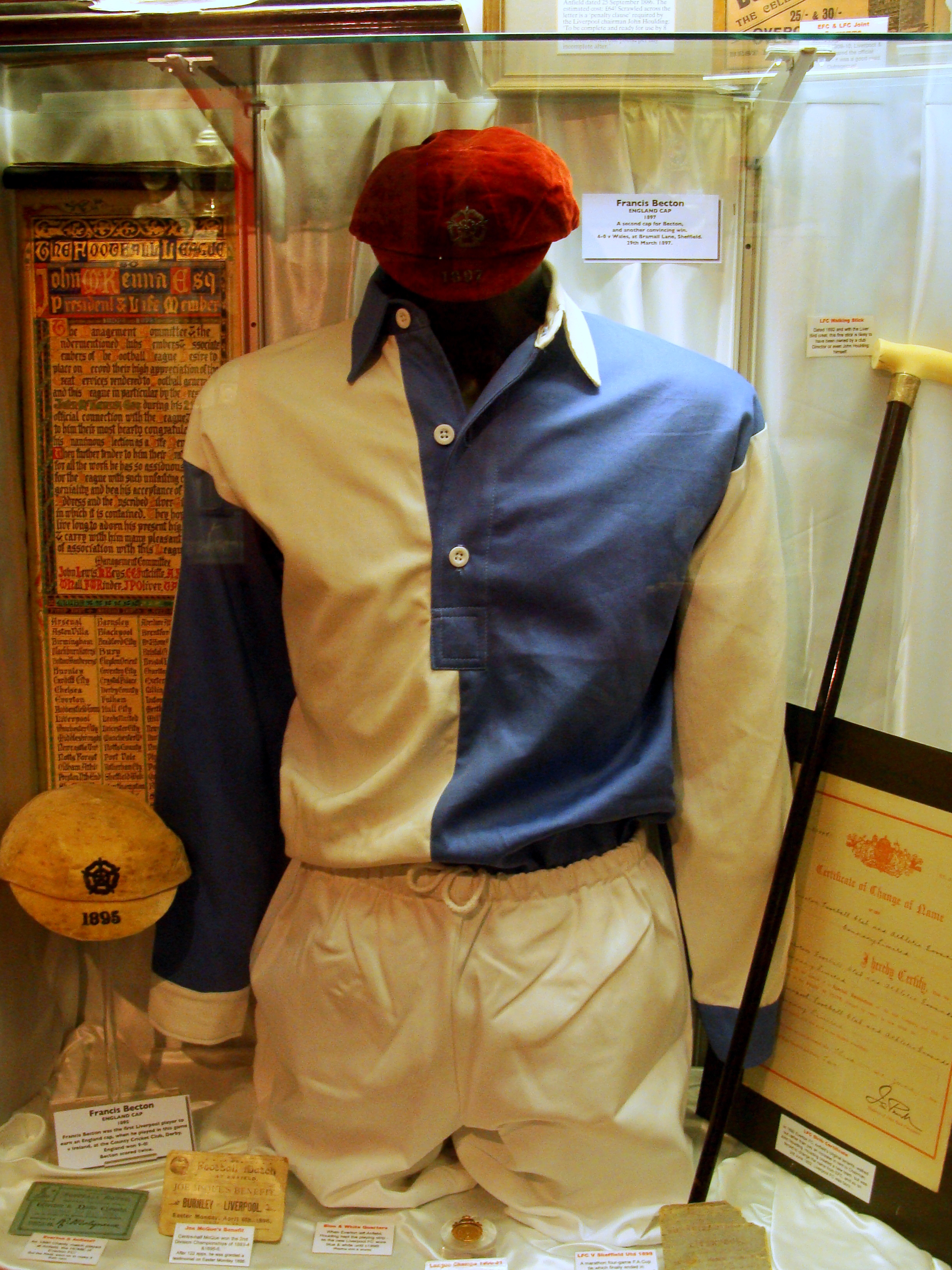
Primer uniforme del club, utilitzat entre 1892 i 1896.

Durant gran part de la seva història, el Liverpool va utilitzar una indumentària totalment de color vermella, però ha tingut diferents versions abans d'adoptar el model actual.
En els seus anys fundacionals, l'uniforme era similar a l'utilitzat per l'Everton FC. No obstant això, va caure en desús el 1894, quan el club va adoptar el vermell com a color principal. Es considera roent com un símbol de la ciutat de Liverpool. El Liverbird —un altre símbol de la ciutat, en aquest cas, un ocell— va ser incorporat a l'escut del club el 1901; no obstant això, la seva inclusió en el kit es va fer el 1955. L'equipament complet després dels primers canvis constava de samarreta vermella i pantalons i mitges blanques.
Bill Shankly, entrenador de l'equip en aquest moment, va proposar que els seus jugadors vestissin totalment de vermell per «donar-los l'aparença de diables» i que així «infonguessin por als seus rivals». El Liverpool va jugar totalment de vermell per primera vegada davant l'RSC Anderlecht belga en el marc de la segona ronda de la Copa d'Europa 1964-65. Ian St John, un dels exfutbolistes del club, va recordar en la seva autobiografia:
| «              | He [Shankly] thought the colour scheme would carry psychological impact—red for danger, red for power. He came into the dressing room one day and threw a pair of red shorts to Ronnie Yeats. “Get into those shorts and let’s see how you look,” he said. “Christ, Ronnie, you look awesome, terrifying. You look 7ft tall.” “Why not go the whole hog, boss?” I suggested. “Why not wear red socks? Let’s go out all in red.” Shankly approved and an iconic kit was born. | Ell [Shankly] pensava que la combinació de colors que porten l'impacte psicològic del color vermell per al perill, vermell del poder. Ell va entrar en el vestuari un dia i va llançar un parell de pantalons curts de color vermell a Yeats Ronnie. «Posa't els pantalons curts i anem a veure com et queden», va dir. «Ronnie, et veus genial, terrorífic, sembla que ets set peus més alt. Per què no vestir així?», «Per què no completar un uniforme vermell?» vaig suggerir. «Per què no usar mitges vermelles? Anem a sortir tots de vermell.» Shankly va aprovar la idea i va néixer un color característic. | » |
| — Ian St John. | | |   |

| Període         | Proveïdor      | Patrocinador       |
| --------------- | -------------- | ------------------ |
| 1973–1979       | Umbro          | Cap                |
| 1979–1982       | Umbro          | Hitachi            |
| 1982–1985       | Umbro          | Crown Paints       |
| 1985–1988       | Adidas         | Crown Paints       |
| 1988–1992       | Adidas         | Candy              |
| 1992–1996       | Adidas         | Carlsberg          |
| 1996–2006       | Reebok         | Carlsberg          |
| 2006–2010       | Adidas         | Carlsberg          |
| 2010-2012       | Adidas         | Standard Chartered |
| 2012-2015       | Warrior Sports | Standard Chartered |
| 2015-Actualitat | New Balance    | Standard Chartered |

Per als seus partits com a visitant, usualment utilitza samarreta blanca, pantalons i mitges de color negre o tot de groc. El 1987 va ser presentat un uniforme totalment de color gris que es va utilitzar fins a la temporada 1991-92 —en la qual es va celebrar el centenari de l'entitat—, quan va ser suplantat per samarretes verdes amb shorts blancs. Després d'usar diferents combinacions de colors en l'dècada de 1990, —inclosos entre ells, el daurat i el blau marí, el groc brillant, el negre i el gris—, el club va alternar els colors groc i blanc fins a la temporada 2008-09, quan va ser reintroduïda la samarreta grisa. En general, sol utilitzar-se un tercer uniforme dissenyat per les competicions internacionals, encara que també s'usa per a partits com a visitant. Això succeeix en el cas que l'equip local usi un kit similar al de l'uniforme suplent. L'empresa Warrior Sports proveeix les indumentàries des del 2012. Al febrer de 2015, la seva empresa matriu, New Balance, va anunciar que estaria entrant al mercat del futbol mundial, per la qual cosa els equips passarien a ser patrocinats per Warrior i estarien equipats per New Balance. Anteriorment, van ser dissenyats per Adidas (1985-1996 i 2006-2012), per Umbro (1973-1985) i Reebok (1996-2006).

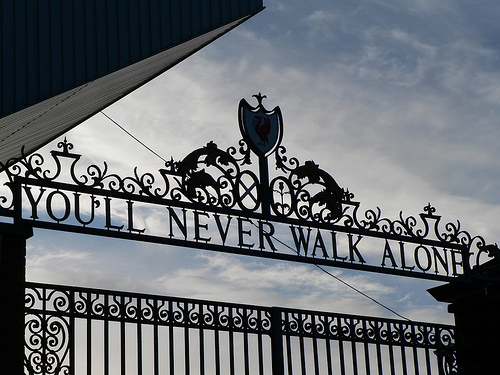
Portes de Shankly.

El Liverpool va ser el primer equip anglès a usar un patrocinador en el pit de la samarreta, després d'haver arribat a un acord amb Hitachi el 1979. Des d'aquest moment el club va ser patrocinat per Crown Paints, Candy, Carlsberg i Standard Chartered Bank. El contracte amb Carlsberg, signat el 1992, va ser l'acord de major durada acordat per un club de la màxima categoria del futbol anglès, ja que aquest va vèncer en la temporada 2010-11. Després de la seva conclusió, es va arribar a un acord amb Standard Chartered Bank.
L'escut està basat en el Liverbird i adopta l'estil d'«escut suís», el qual ha estat seleccionat en els seus anys fundacionals. El 1992, per commemorar el centenari del club, va ser aprovat una nova versió del mateix, en el qual es va incorporar el popular lema You'll Never Walk Alone coronat per una representació de les Portes de Shankly. A l'any següent, van ser incloses dues flames eternes a cada costat, en representació a les víctimes de la Tragèdia de Hillsborough. El 2012 l'empresa Warrior Sports retira del primer uniforme l'escut heràldic i les Portes de Shankly —deixant únicament al Liverbird— retornant a l'emblema que va adornar la samarreta del Liverpool en els anys 1970. Per la seva banda, les flames van ser col·locades en la part interior de la samarreta, envoltant al número «96», la quantitat de morts a Hillsborough.

### Evolució de l'uniforme
| 1892-1896 | 1896 | 1907-1910, 1931-1932, 1934-1936, 1944-1945 | 1896-1907, 1910-1932, 1932-1934, 1936-1940, 1945-1959 | 1959-1965 | 1965-... |  |

## Estadi

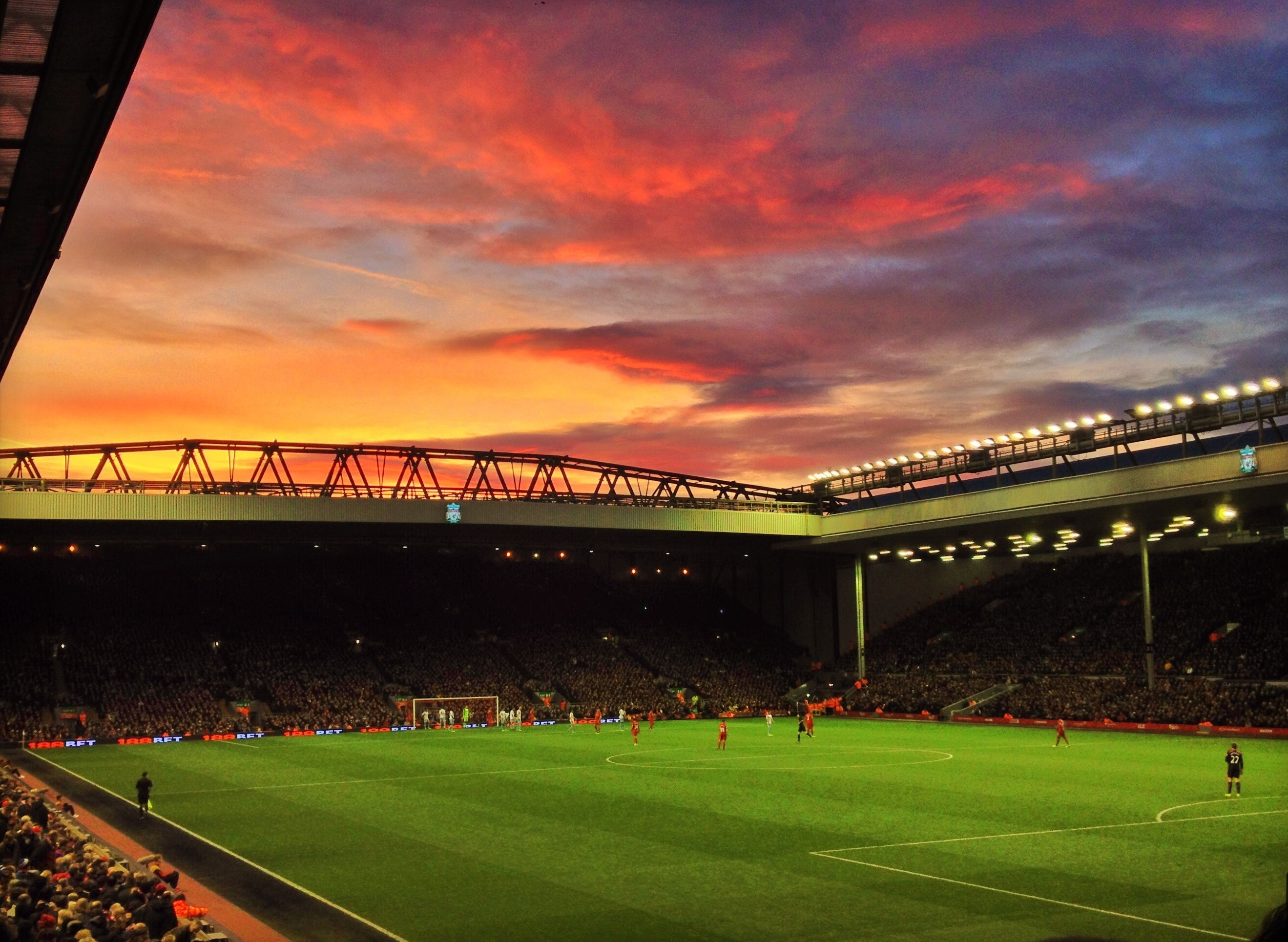
Interior d'Anfield en l'actualitat.

Anfield va ser inaugurat el 28 de setembre de 1884 en els terrenys adjacents a Stanley Park. Originalment, l'estadi va ser utilitzat per l'Everton FC abans que aquest passés a jugar a Goodison Park, després d'un conflicte econòmic amb el propietari del recinte, John Houlding. Això va deixar a Houlding amb la propietat de l'estadi, però sense cap club utilitzant-ho; per conseqüència, va fundar el Liverpool el 1892 i des de llavors, l'equip disputa els seus partits com a local en aquest estadi.
El 1906, la graderia d'un dels extrems del camp va ser batejada com a Spion Kop, en record d'una de les batalles de la Segona Guerra Bòer, en la qual van morir els 300 homes del regiment de Lancashire, molts dels quals eren de Liverpool. Per a aquesta època, diversos estadis d'Anglaterra ja tenien tribunes amb noms propis abans del seu sorgiment, però Spion Kop era la de major aforament. En la seva inauguració, va arribar a albergar una quantitat estimada en 28.000 espectadors, per la qual cosa va ser una de les majors graderies consistents d'un sol nivell del món, sent la seva capacitat major que la de diversos estadis sencers del país britànic. Els afeccionats que habitualment l'ocupen es coneixen com a Kopites.
L'estadi va aconseguir tenir una capacitat màxima de 60.000 espectadors durant els anys 1970, i cap a inicis de l'dècada de 1990 era de 55.000. No obstant això, arran de la Tragèdia de Hillsborough el 1989, adequant-se a les regulacions adoptades per la Premier League i l'Informe Taylor elaborat pel Govern britànic, Anfield va ser reconstruït totalment, posant seients en la totalitat de l'estadi i reduint la capacitat a 45.276 persones. A més, les mesures d'aquest document van concloure a realitzar una remodelació total de la tribuna Kemlyn Road Stand, la qual havia estat reconstruïda el 1992. En ser l'any del centenari del club, se li va canviar el nom a Centenary Stand —traducció: Graderia Centenari. El canvi més recent a Anfield es va fer el 1998 en inaugurar-se la nova tribuna de doble graderia d'Anfield Road. No obstant això, aquesta ha causat diversos problemes des de la seva renovació. Durant l'homenatge a Ronnie Habiten contra el Celtic FC, molts seguidors es van queixar que la graderia superior es movia. Al començament de la temporada de 1999-2000 van haver de col·locar-se diversos pals de sustentació per donar major estabilitat a la part superior de la tribuna. Subsegüentment, va rebre la classificació de cinc estrelles segons els criteris de la UEFA.
Malgrat això, a causa de les restriccions per ampliar la seva capacitat, el Liverpool va considerar construir un nou estadi al maig de 2002. En aquest moment la capacitat proposat per al nou estadi va ser de 55.000 espectadors, però més tard va augmentar a 61.000. El 30 de juliol de 2004 se li va atorgar al club el permís per construir un nou estadi, que es localitzaria a Stanley Park, a tan sols 270 m d'Anfield, i el 8 de setembre de 2006 l'Ajuntament de Liverpool va accedir a atorgar-li un contracte d'arrendament del lloc proposat per 999 anys. Després de la presa de poder per George Gillett i Tom Hicks en la gerència del club el 6 de febrer de 2007, l'estadi proposat va ser redissenyat. Al novembre de 2007, el nou disseny va ser aprovat per l'ajuntament i es va establir que la construcció començaria a l'agost de 2008.
Una vegada estigués acabat el nou estadi, Anfield seria demolit i el lloc es convertiria en la peça central del desenvolupament d'Anfield Place, un complex que inclouria un hotel, restaurants i oficines. No obstant això, la cadena BBC Sports va informar a l'octubre de 2012 que el Fenway Sports Group —grup empresari propietari del club des de 2010— havia decidit remodelar l'estadi actual i no construir un de nou. Com a part d'aquest procés, es va acordar augmentar la capacitat d'Anfield de 45.276 espectadors a aproximadament 60.000 i aquestes obres tindrien un cost de £150 milions
Per la seva banda, l'equip realitza els seus entrenaments en el camp d'entrenament Melwood. El recinte compta amb modernes instal·lacions tals com un gimnàs i una piscina. És exclusiu per al primer equip, per la qual cosa no és utilitzat ni per les divisions juvenils ni pel planter de reserves.

## Suport i afició

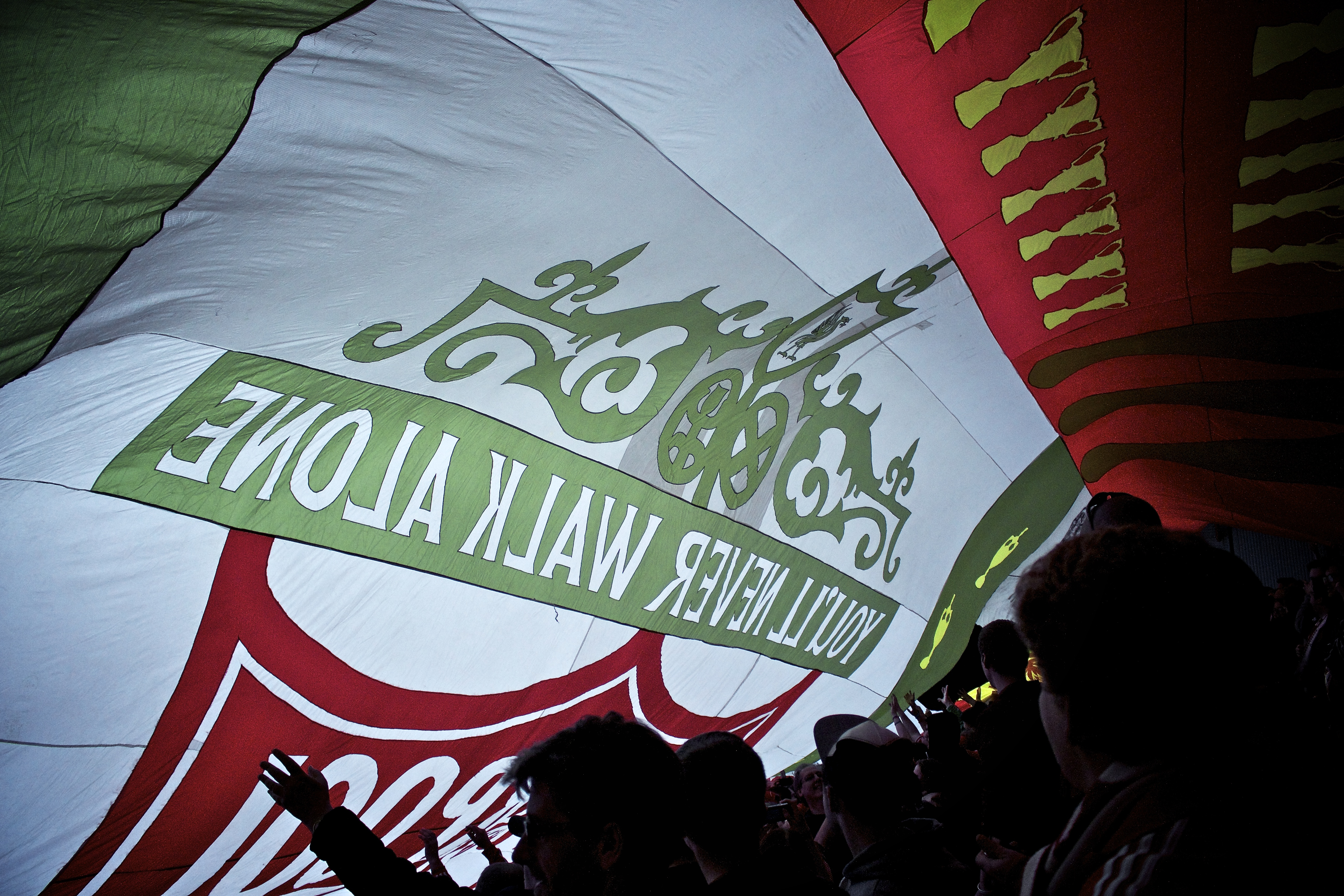
Seguidors del Liverpool aixecant una bandera a la tribuna Kop.

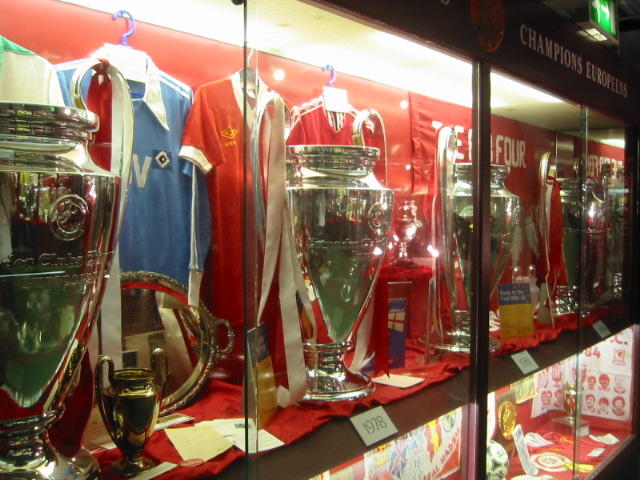
Rèpliques de les quatre Copes d'Europa del club guanyades entre 1977 i 1984 a les vitrines del museu del club.

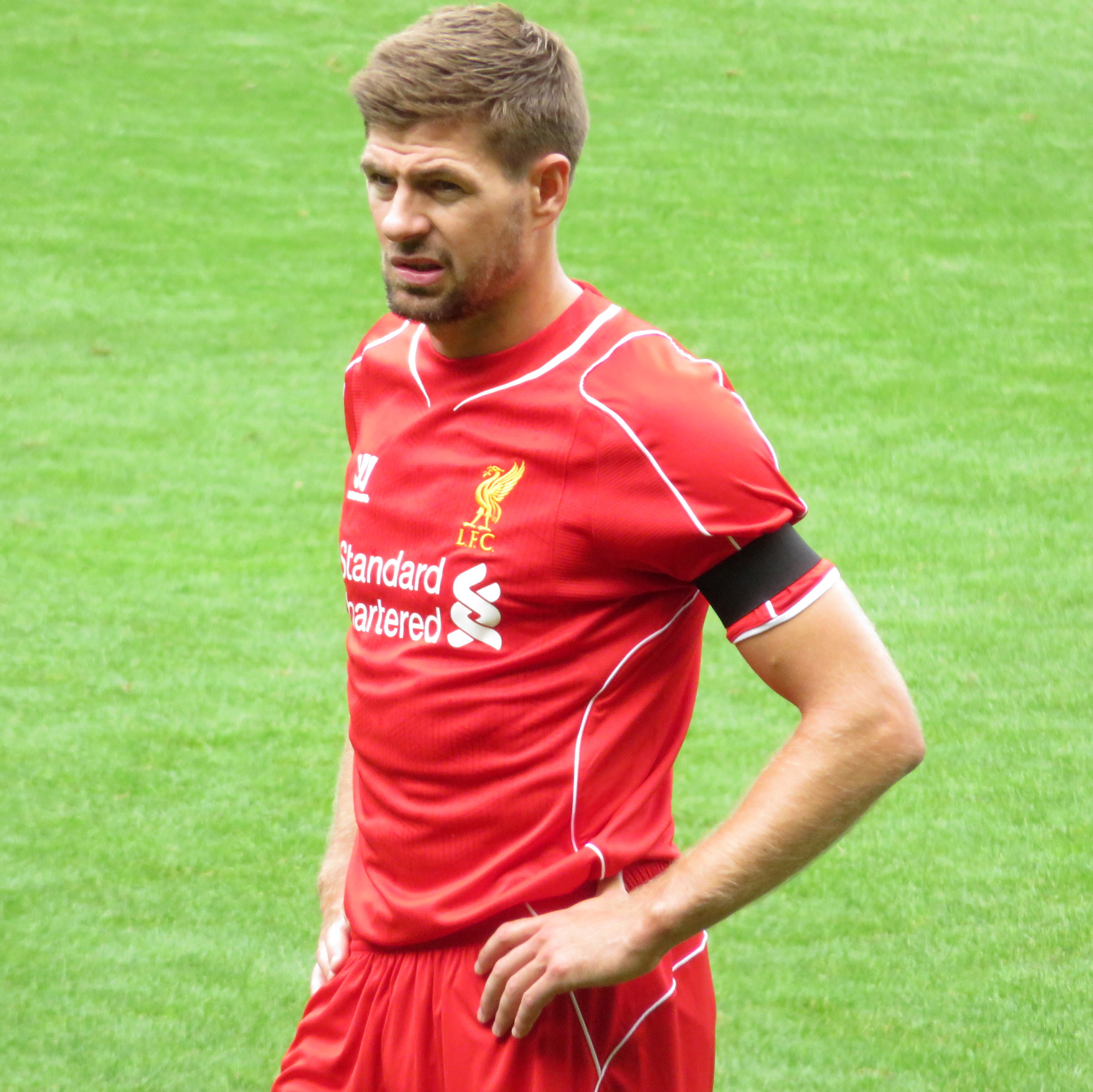
Steven Gerrard.

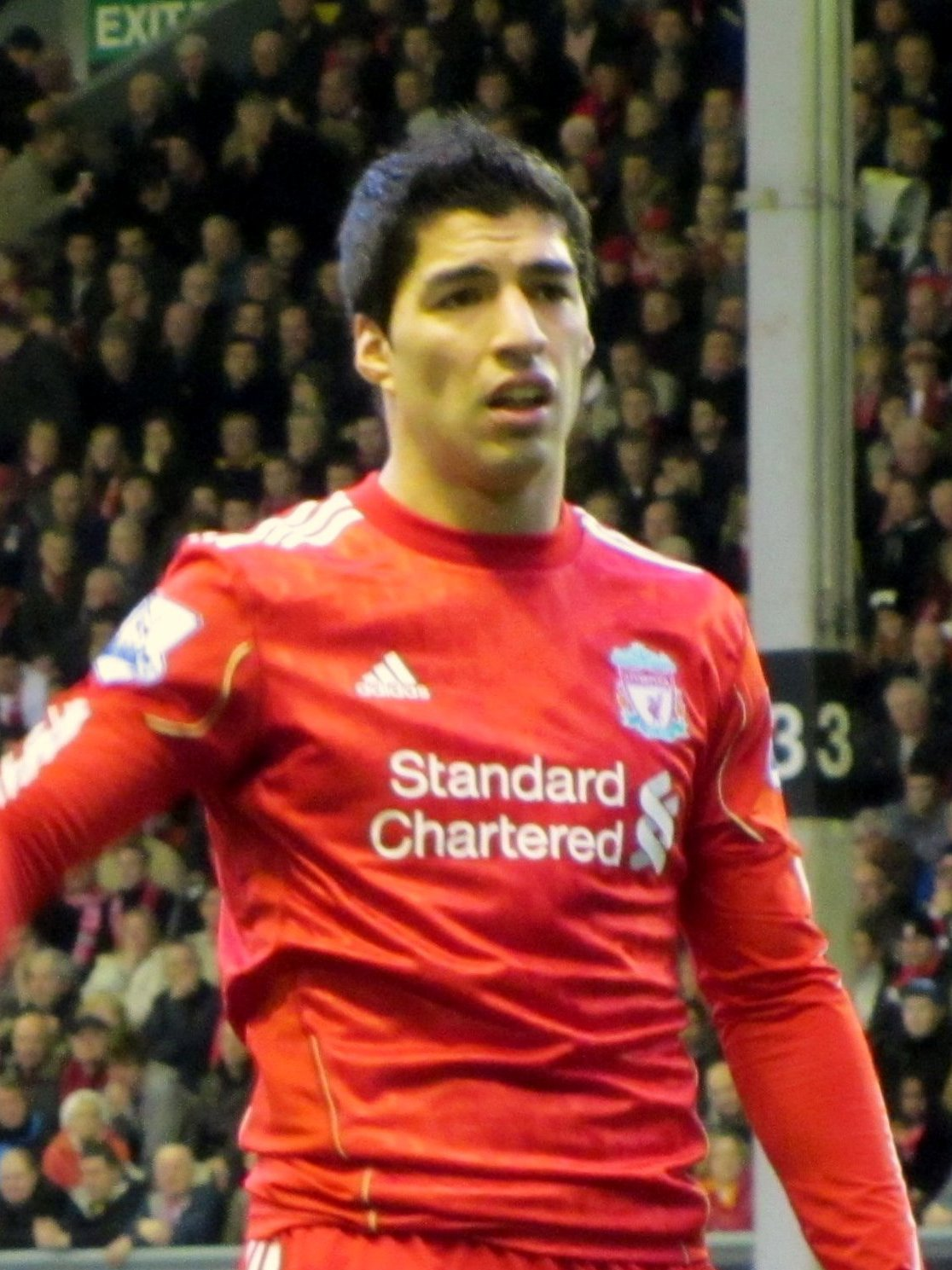
Luis Suárez.

El Liverpool ha estat descrit com una marca global; un informe de l'any 2010 valora les marques i les propietats intel·lectuals associades al club en £141 milions —amb un increment de 5 milions a comparació de l'informe anterior—, donant-li una qualificació d'AA («Molt forta»). Aquest mateix any, la revista Forbes va classificar al Liverpool com el sisè equip de futbol més valuós del món, darrere del Manchester United FC, Reial Madrid, Arsenal FC, FC Barcelona i FC Bayern de Múnic amb un valor econòmic estimat en 822 milions USD (equivalent a £532 milions), excloent deutes. L'empresa auditoria Deloitte Football Money League el va situar en el vuitè lloc en la seva classificació de clubs per ingressos per temporada, amb un guany en el cicle 2009-10 d'€225,3 milions.
El Liverpool és un dels clubs amb major quantitat de seguidors a Europa. La base d'afeccionats de l'equip a nivell mundial inclou a més de 200 sucursals reconegudes pel Club of the LFC Official Supporters Clubs en almenys 50 països diferents. Entre aquestes, es destaquen els grups Spirit of Shankly i Reclaim The Kop. Ocasionalment, el club emprèn gires mundials durant les seves pretemporades a fi d'aprofitar la seva gran base de seguidors, disputant partits davant diversos combinats del país que visita. Els afeccionats del Liverpool sovint es refereixen a ells mateixos com a Kops, en referència als qui generalment compren la seva entrada per ocupar la tribuna The Kop a Anfield. El 2008 un grup de seguidors sense opcions de pagar una entrada per anar a recolzar a l'equip van crear un club escindit denominat A.F.C. Liverpool. És de caràcter semi-professional i la seva administració recau totalment en ells.
La cançó You'll Never Walk Alone («Mai caminaràs sol» en català) —composta per Richard Rodgers i Oscar Hammerstein II per al seu musical Carrousel el 1945— és cantada per l'afició des de principis de l'dècada de 1960, adoptant-se posteriorment com l'himne oficial del club. La seva popularitat ha influït en altres clubs del món. Aquesta frase adorna les Portes de Shankly d'Anfield, les quals van ser inaugurades el 2 d'agost de 1982 en memòria de l'exentrenador Bill Shankly i es presenten en l'actual escut del Liverpool.
Els seus seguidors han estat protagonistes de dos sinistres ocorreguts en un estadi de futbol. El primer es va denominar Desastre de Heysel, ocorregut el 29 de maig de 1985, en el marc de la final de la Copa de Campions d'Europa 1984-85 contra la Juventus Football Club d'Itàlia. Nombrosos simpatitzants italians es van tirar a sobre d'una paret de contenció de la tribuna d'un sector de l'estadi Heysel (avui «Rei Baldoví») per escapar de la càrrega d'alguns hooligans seguidors del Liverpool. La paret va cedir i els seguidors van caure sobre la part inferior de la tribuna des d'una altura de 10 metres aproximadament, perdent la vida un total de 39 persones. Com a conseqüència d'aquest succés, la UEFA va dictaminar una sanció de cinc anys sense disputar competències internacionals per a tots els equips anglesos, i d'una temporada addicional pel Liverpool, la qual cosa li va prohibir participar de la Copa d'Europa 1990-91 malgrat guanyar la lliga el 1990. Vint-i-set afeccionats van ser arrestats sota sospita d'homicidi i van ser extradits a Bèlgica el 1987 per ser sotmesos a judici. El 1989, després d'un judici de cinc mesos a Bèlgica, catorze dels vint-i-set afeccionats del Liverpool van ser condemnats a tres anys de presó per homicidi involuntari; la meitat dels termes judicials van ser suspesos.
El segon desastre va tenir lloc el 15 d'abril de 1989 durant la semifinal de la FA Cup 1988-89, en el Hillsborough Stadium de Sheffield. Un total de noranta-sis afeccionats del Liverpool van morir a conseqüència de l'amuntegament en un extrem de l'estadi «Leppings Lane», en el qual es va conèixer com la Tragèdia de Hillsborough. Uns dies després, el diari The Sun va publicar un article titulat «The Truth», en el qual s'afirmava que els afeccionats del Liverpool havien robat als morts i s'havien orinat sobre ells i van atacar a la policia. Les recerques posteriors van demostrar que aquestes acusacions eren falses, la qual cosa va portar als seguidors del Liverpool a liderar un boicot contra el diari en tot el Regne Unit; molta gent es nega a comprar The Sun fins al dia d'avui. Moltes organitzacions de suport es van crear arran de la catàstrofe, com la Hillsborough Justice Campaign en representació de les famílies que van perdre familiars, els supervivents i els seguidors en els seus esforços per garantir la justícia per les víctimes.

### Rivalitats

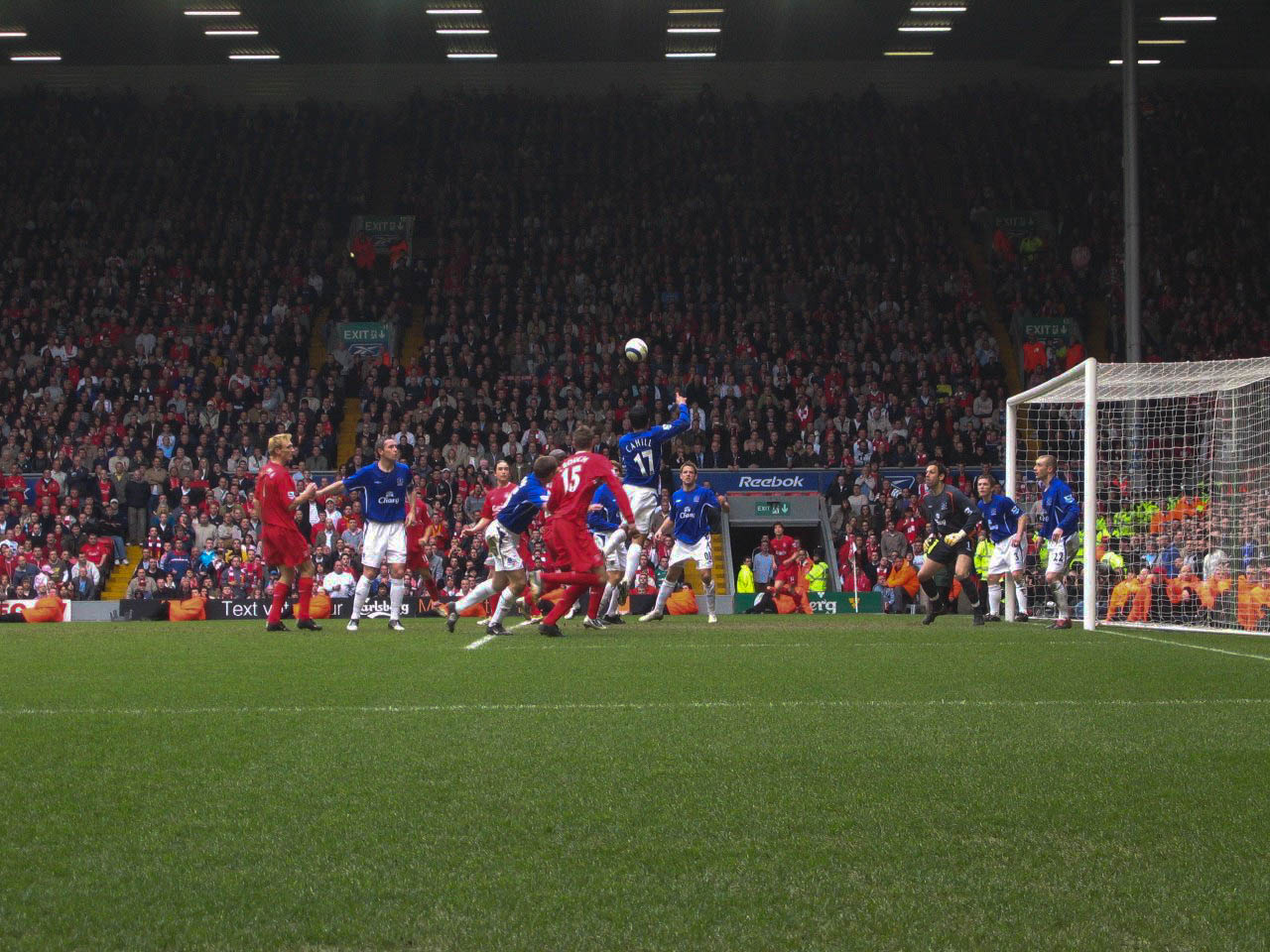
Derbi de Merseyside a Anfield (2006).

Històricament, la major rivalitat del Liverpool és contra l'Everton FC, club contra el qual disputa el derbi de Merseyside. Aquest enfrontament sorgeix a partir de la fundació del Liverpool després d'un desacord entre la junta directiva de l'Everton i John Houlding. A diferència d'altres rivalitats, no hi ha divisió política, geogràfica o religiosa entre el Liverpool i l'Everton. Generalment, les entrades per presenciar un d'aquests partits s'esgoten. És un dels poques rivalitats que no fan segregar als seguidors de cada equip —com passa comunament—, a més de la gran quantitat de famílies que tenen seguidors de tots dos clubs, per tant va ser concebut com el «friendly derby» —traducció: derbi amistós. Durant la dècada dels anys 1980, la rivalitat es va anar intensificant, i des de la creació de la Premier League el 1992, el duel ha tingut més quantitat d'expulsions que cap altre partit de la Premier League. Va ser referit per part de diversos mitjans britànics com «el partit més indisciplinat i explosiu de la Premier League». Els estadis de tots dos equips es troben separats per amb prou feines 1 quilòmetre. Ian Rush és el màxim golejador d'aquest clàssic amb 25 gols en 36 partits.
La rivalitat entre el Liverpool i el Manchester United FC va ser vista com una manifestació de la rivalitat entre les ciutats de Liverpool i Manchester per la Revolució Industrial —ambdues urbs pugnaven per la supremacia en el comerç del cotó— en el segle xix. El primer partit entre tots dos equips va ser el 1897, i els dos van guanyar alternativament el màxim campionat anglès entre 1964 i 1967. El Manchester United va ser el primer equip anglès a guanyar la Copa d'Europa el 1968, la qual cosa va ser succeït per l'obtenció de quatre trofeus continentals per part del Liverpool. Entre tots dos ajunten un total de 38 campionats de lliga, 8 Copes d'Europa, 18 FA Cups i 12 Copes de la Lliga; no obstant això, rares vegades tots dos equips van ser reeixits al mateix temps. La ratxa de títols del Liverpool durant els anys 1970 i 1980 va coincidir amb la sequera de 26 anys sense guanyar la lliga per part del Manchester United, mentre que l'èxit d'aquest últim es va iniciar des de la instauració de la Premier League, i va coincidir d'igual forma amb la sequera del Liverpool. Els dos clubs van ocupar les dues primeres posicions en una lliga en només cinc ocasions, el que dona una idea de disparitat temporal de domini d'ambdues esquadres. Són els equips més populars d'Anglaterra, i la intensitat del clàssic és tan forta que l'última vegada que un jugador va passar d'un equip a l'altre directament va ser el 1962, quan Phil Chisnall va ser transferit del Manchester United al Liverpool.

## El Liverpool a la cultura popular

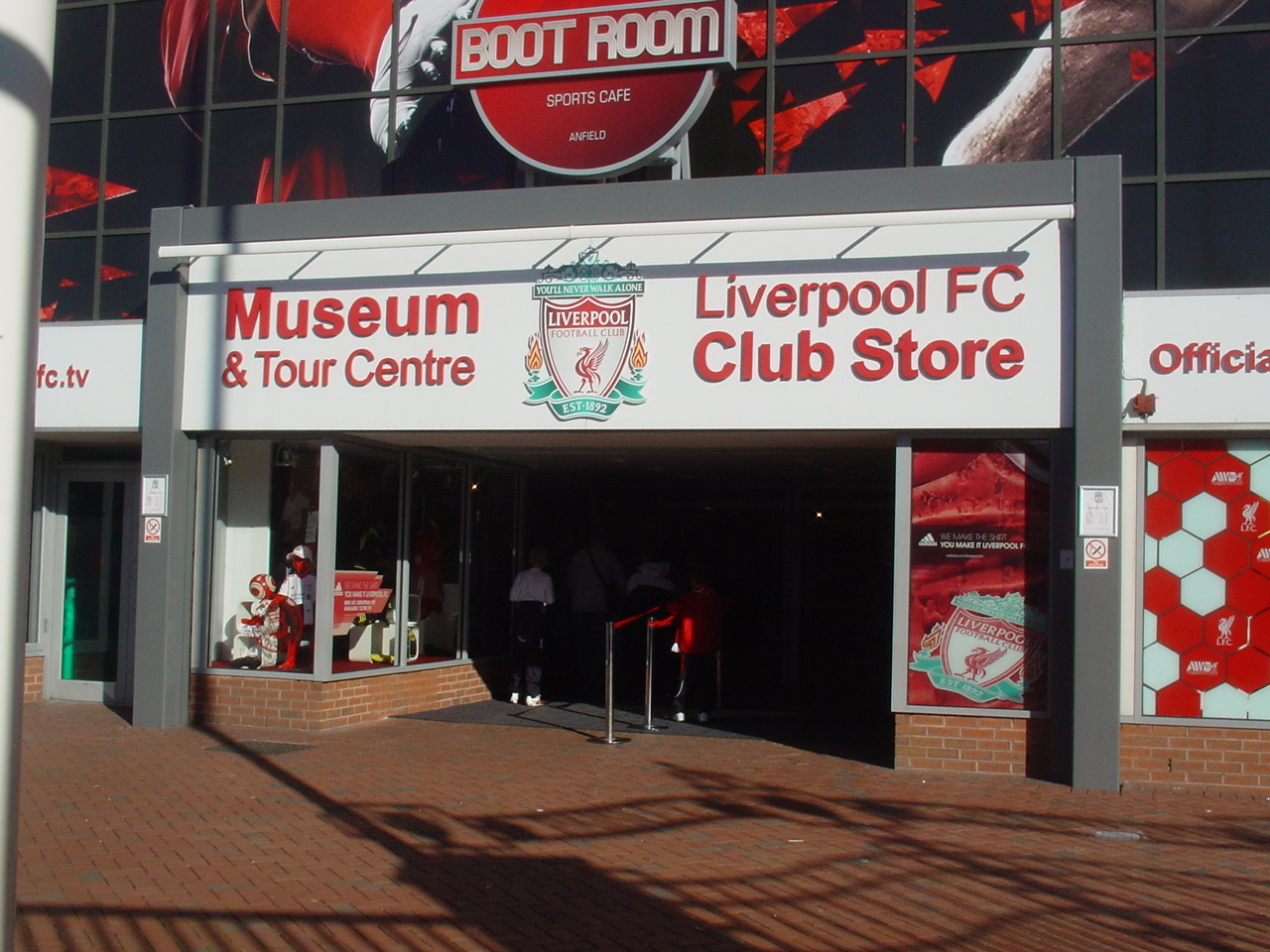
Entrada al museu del club, en el qual s'exposen imatges, arxius i materials relatius a la història de l'entitat.

En ser un dels clubs més llorejats i reconeguts del futbol anglès, el Liverpool fa aparicions en la cultura britànica quan el futbol és representat, ja sigui en els mitjans de comunicació, —com la televisió o la radio— en llibres o en documentals. Va ser el primer equip a aparèixer al reconegut programa de televisió Match of the Day, on es va transmetre un resum del seu partit davant l'Arsenal FC del dia 22 d'agost de 1964 com a local. Al març de 1967, el seu partit davant el West Ham United va ser el primer a ser televisat en colors. La cançó «Fearless» del grup Pink Floyd superposa un fonograma d'afeccionats de la tribuna del Liverpool cantant «You'll Never Walk Alone». Amb motiu de la realització de la final de la FA Cup de 1987-88, el club va llançar una cançó coneguda com a «Anfield Rap», que va incloure un vídeo en el qual van participar John Barnes i altres membres de la plantilla.
El guonista i productor Jimmy McGovern va escriure un documental sobre la tragèdia de Hillsborough el 1996, en el qual es recreen els successos ocorreguts en el sinistre. Va comptar amb la participació de Christopher Eccleston com a Trevor Hicks, un home la història del qual és el focus principal del documental. Hicks, que va perdre a les seves dues filles adolescents durant la tragèdia, va encapçalar una campanya reclamant major seguretat en els estadis i va formar el Hillsborough Families Support Group —traducció: Grup de suport per a les famílies de Hillsborough— amb la finalitat d'ajudar a les famílies damnificades. El documental va tenir àmplia repercussió a Anglaterra. El Liverpool va aparèixer en la pel·lícula The 51st State (també coneguda com a Formula 51), en la qual l'exsicari Félix DeSouza (interpretat per Robert Carlyle) és un fervent seguidor de l'equip i l'última escena del film és un partit entre el Liverpool i el Manchester United FC a Anfield. És el club presentat en el programa juvenil Scully, la trama del qual gira entorn de Francis Scully, un adolescent qui va tractar de guanyar un partit de prova amb l'equip red per poder jugar en el primer equip. La mostra va comptar amb jugadors destacats del planter de l'època com ara Kenny Dalglish.

## Palmarès
- 1 Campionat del Món de Clubs de futbol: 2019
- 6 Copes d'Europa: 1976-77; 1977-78; 1980-81; 1983-84; 2004-05; 2018-19
- 3 Copes de la UEFA: 1972-73; 1975-76; 2000-01
- 4 Supercopes d'Europa: 1977; 2001; 2005; 2019
- 20 Lligues angleses: 1900-01; 1905-06; 1921-22; 1922-23; 1946-47; 1963-64; 1965-66; 1972-73; 1975-76; 1976-77; 1978-79; 1979-80; 1981-82; 1982-83; 1983-84; 1985-86; 1987-88; 1989-90; 2019-20; 2024-25
- 8 Copes angleses: 1964-65; 1973-74; 1985-86; 1988-89; 1991-92; 2000-01; 2005-06; 2021-22
- 10 Copes de la Lliga anglesa: 1980-81; 1981-82; 1982-83; 1983-84; 1994-95; 2000-01; 2002-03; 2011-12; 2021-22; 2023-24
- 16 Community Shield: 1964; 1965; 1966; 1974; 1976; 1977; 1979; 1980; 1982; 1986; 1988; 1989; 1990; 2001; 2006; 2022
- 1 Football League Super Cup: 1985-86
- 1 Sheriff of London Charity Shield: 1906

### Trajectòria a les competicions internacionals
| Copa Intercontinental / Mundial de Clubs       | Copa Intercontinental / Mundial de Clubs | Copa Intercontinental / Mundial de Clubs | Copa Intercontinental / Mundial de Clubs | Copa Intercontinental / Mundial de Clubs | Copa Intercontinental / Mundial de Clubs | Copa Intercontinental / Mundial de Clubs | Copa Intercontinental / Mundial de Clubs | Copa Intercontinental / Mundial de Clubs | Copa Intercontinental / Mundial de Clubs | Copa Intercontinental / Mundial de Clubs | Copa Intercontinental / Mundial de Clubs |
| Edició                                         |                                          |                                          |                                          |                                          |                                          |                                          |                                          |                                          | Semifinals                               | Final / 3r lloc                          |                                          |
| ---------------------------------------------- | ---------------------------------------- | ---------------------------------------- | ---------------------------------------- | ---------------------------------------- | ---------------------------------------- | ---------------------------------------- | ---------------------------------------- | ---------------------------------------- | ---------------------------------------- | ---------------------------------------- | ---------------------------------------- |
| 1981/82                                        |                                          |                                          |                                          |                                          |                                          |                                          |                                          |                                          |                                          | CR Flamengo                              |                                          |
| 1984/85                                        |                                          |                                          |                                          |                                          |                                          |                                          |                                          |                                          |                                          | CA Independiente                         |                                          |
| 2004/05                                        |                                          |                                          |                                          |                                          |                                          |                                          |                                          |                                          | CD Saprissa                              | São Paulo FC                             |                                          |
| 2018/19                                        |                                          |                                          |                                          |                                          |                                          |                                          |                                          |                                          | CF Monterrey                             | CR Flamengo                              |                                          |
| Supercopa d'Europa                             |                                          |                                          |                                          |                                          |                                          |                                          |                                          |                                          |                                          |                                          |                                          |
| Edició                                         |                                          |                                          |                                          |                                          |                                          |                                          |                                          |                                          |                                          | Final                                    |                                          |
| 1976/77                                        |                                          |                                          |                                          |                                          |                                          |                                          |                                          |                                          |                                          | Hamburg SV                               |                                          |
| 1977/78                                        |                                          |                                          |                                          |                                          |                                          |                                          |                                          |                                          |                                          | RSC Anderlecht                           |                                          |
| 1984/85                                        |                                          |                                          |                                          |                                          |                                          |                                          |                                          |                                          |                                          | Juventus FC                              |                                          |
| 2000/01                                        |                                          |                                          |                                          |                                          |                                          |                                          |                                          |                                          |                                          | FC Bayern de Múnic                       |                                          |
| 2004/05                                        |                                          |                                          |                                          |                                          |                                          |                                          |                                          |                                          |                                          | CSKA Moscou                              |                                          |
| 2018/19                                        |                                          |                                          |                                          |                                          |                                          |                                          |                                          |                                          |                                          | Chelsea FC                               |                                          |
| Copa d'Europa / Lliga de Campions              |                                          |                                          |                                          |                                          |                                          |                                          |                                          |                                          |                                          |                                          |                                          |
| Edició                                         |                                          |                                          |                                          |                                          |                                          | Setzens de final                         | Vuitens de final                         | Quarts de final                          | Semifinals                               | Final                                    |                                          |
| 1964-65                                        |                                          |                                          |                                          |                                          |                                          | KR Reykjavík                             | RSC Anderlecht                           | 1. FC Köln                               | FC Inter de Milà                         |                                          |                                          |
| 1966-67                                        |                                          |                                          |                                          |                                          |                                          | FC Petrolul Ploieşti                     | AFC Ajax                                 |                                          |                                          |                                          |                                          |
| 1973-74                                        |                                          |                                          |                                          |                                          |                                          | AS La Jeunesse d'Esch                    | FK Estrella Roja de Belgrad              |                                          |                                          |                                          |                                          |
| 1976-77                                        |                                          |                                          |                                          |                                          |                                          | Crusaders FC                             | Trabzonspor                              | AS Saint-Étienne                         | FC Zürich                                | Borussia Mönchengladbach                 |                                          |
| 1977-78                                        |                                          |                                          |                                          |                                          |                                          |                                          | Dynamo Dresden                           | Benfica                                  | Borussia Mönchengladbach                 | Brugge                                   |                                          |
| 1978-79                                        |                                          |                                          |                                          |                                          |                                          | Nottingham Forest FC                     |                                          |                                          |                                          |                                          |                                          |
| 1979-80                                        |                                          |                                          |                                          |                                          |                                          | SK Dinamo Tbilisi                        |                                          |                                          |                                          |                                          |                                          |
| 1980-81                                        |                                          |                                          |                                          |                                          |                                          | Oulun Palloseura                         | Aberdeen FC                              | CSKA Sofia                               | FC Bayern de Múnic                       | Reial Madrid CF                          |                                          |
| 1981-82                                        |                                          |                                          |                                          |                                          |                                          | Oulun Palloseura                         | AZ Alkmaar                               | CSKA Sofia                               |                                          |                                          |                                          |
| 1982-83                                        |                                          |                                          |                                          |                                          |                                          | Dundalk FC                               | HJK                                      | KS Widzew Łódź                           |                                          |                                          |                                          |
| 1983-84                                        |                                          |                                          |                                          |                                          |                                          | Odense BK                                | Athletic Club                            | SL Benfica                               | FC Dinamo București                      | AS Roma                                  |                                          |
| 1984-85                                        |                                          |                                          |                                          |                                          |                                          | KKS Lech Poznań                          | SL Benfica                               | Austria Viena                            | Panathinaikos FC                         | Juventus FC                              |                                          |
| Edició                                         | Fases anteriors                          | Fases anteriors                          | Fases anteriors                          | Fases anteriors                          | Fases anteriors                          | 1ª Fase de grups ¹                       | 2ª Fase de grups ¹                       | Quarts de final                          | Semifinals                               | Final                                    |                                          |
| 2001-02                                        |                                          |                                          |                                          |                                          |                                          | Borussia Dortmund                        | AS Roma                                  | Bayer Leverkusen                         |                                          |                                          |                                          |
| 2002-03                                        |                                          |                                          |                                          |                                          |                                          | FC Basel                                 |                                          |                                          |                                          |                                          |                                          |
| Edició                                         | Fases anteriors                          | Fases anteriors                          | Fases anteriors                          | Fases anteriors                          | Fases anteriors                          | Fase de grups ¹                          | Vuitens de final                         | Quarts de final                          | Semifinals                               | Final                                    |                                          |
| 2004-05                                        |                                          |                                          |                                          |                                          | Grazer AK                                | Olympiakos FC                            | Bayer Leverkusen                         | Juventus FC                              | Chelsea FC                               | AC Milan                                 |                                          |
| 2005-06                                        |                                          |                                          | Total Network Solutions FC               | FBK Kaunas                               | PFK CSKA Sofia                           | Reial Betis                              | SL Benfica                               |                                          |                                          |                                          |                                          |
| 2006-07                                        |                                          |                                          |                                          |                                          | Maccabi Haifa FC                         | FC Girondins de Bordeaux                 | FC Barcelona                             | PSV Eindhoven                            | Chelsea FC                               | AC Milan                                 |                                          |
| 2007-08                                        |                                          |                                          |                                          |                                          | Toulouse FC                              | Olympique de Marsella                    | FC Inter de Milà                         | Arsenal FC                               | Chelsea FC                               |                                          |                                          |
| 2008-09                                        |                                          |                                          |                                          |                                          | Standard de Liège                        | Olympique de Marsella                    | Real Madrid CF                           | Chelsea FC                               |                                          |                                          |                                          |
| 2009-10                                        |                                          |                                          |                                          |                                          |                                          | Olympique de Lió                         |                                          |                                          |                                          |                                          |                                          |
| 2014-15                                        |                                          |                                          |                                          |                                          |                                          | FC Basel                                 |                                          |                                          |                                          |                                          |                                          |
| 2017-18                                        |                                          |                                          |                                          |                                          | Hoffenheim                               | FK Spartak Moscou                        | FC Porto                                 | Manchester City FC                       | AS Roma                                  | Real Madrid CF                           |                                          |
| 2018-19                                        |                                          |                                          |                                          |                                          |                                          | SSC Napoli                               | FC Bayern de Múnic                       | FC Porto                                 | FC Barcelona                             | Tottenham Hotspur FC                     |                                          |
| 2019-20                                        |                                          |                                          |                                          |                                          |                                          | FC Red Bull Salzburg                     | Atlètic de Madrid                        |                                          |                                          |                                          |                                          |
| 2020-21                                        |                                          |                                          |                                          |                                          |                                          | AFC Ajax                                 | RB Leipzig                               | Real Madrid CF                           |                                          |                                          |                                          |
| 2021-22                                        |                                          |                                          |                                          |                                          |                                          | FC Porto                                 | FC Inter de Milà                         | SL Benfica                               | Vila-real CF                             | Real Madrid CF                           |                                          |
| 2022-23                                        |                                          |                                          |                                          |                                          |                                          | AFC Ajax                                 | Real Madrid CF                           |                                          |                                          |                                          |                                          |
| Edició                                         | Fases anteriors                          | Fases anteriors                          | Fases anteriors                          | Fases anteriors                          | Fase de lliga¹                           | Setzens de final                         | Vuitens de final                         | Quarts de final                          | Semifinals                               | Final                                    |                                          |
| 2024-25                                        |                                          |                                          |                                          |                                          | Bologna FC                               |                                          | Paris Saint-Germain FC                   |                                          |                                          |                                          |                                          |
| Recopa d'Europa                                |                                          |                                          |                                          |                                          |                                          |                                          |                                          |                                          |                                          |                                          |                                          |
| Edició                                         |                                          |                                          |                                          |                                          |                                          | Setzens de final                         | Vuitens de final                         | Quarts de final                          | Semifinals                               | Final                                    |                                          |
| 1965-66                                        |                                          |                                          |                                          |                                          |                                          | Juventus FC                              | Standard de Liège                        | Budapest Honvéd                          | Celtic FC                                | Borussia Dortmund                        |                                          |
| 1971-72                                        |                                          |                                          |                                          |                                          |                                          | Servette FC                              | FC Bayern de Múnic                       |                                          |                                          |                                          |                                          |
| 1974-75                                        |                                          |                                          |                                          |                                          |                                          | Strømsgodset IF                          | Ferencvárosi TC                          |                                          |                                          |                                          |                                          |
| 1992-93                                        |                                          |                                          |                                          |                                          |                                          | Apollon Limassol                         | FK Spartak Moscou                        |                                          |                                          |                                          |                                          |
| 1996-97                                        |                                          |                                          |                                          |                                          |                                          | MyPa                                     | FC Sion                                  | SK Brann                                 | Paris Saint-Germain FC                   |                                          |                                          |
| Copa de Fires / Copa de la UEFA / Lliga Europa |                                          |                                          |                                          |                                          |                                          |                                          |                                          |                                          |                                          |                                          |                                          |
| Edició                                         | Fases anteriors                          | Fases anteriors                          | Fases anteriors                          | Fases anteriors                          | 1ª Ronda                                 | Setzens de final                         | Vuitens de final                         | Quarts de final                          | Semifinals                               | Final                                    |                                          |
| 1967-68                                        |                                          |                                          |                                          |                                          | Malmö FF                                 | TSV 1860 München                         | Ferencvárosi TC                          |                                          |                                          |                                          |                                          |
| 1968-69                                        |                                          |                                          |                                          |                                          | Athletic Club                            |                                          |                                          |                                          |                                          |                                          |                                          |
| 1969-70                                        |                                          |                                          |                                          |                                          | Dundalk FC                               | Vitória FC                               |                                          |                                          |                                          |                                          |                                          |
| 1970-71                                        |                                          |                                          |                                          |                                          | Ferencvárosi TC                          | FC Dinamo București                      | Hibernian FC                             | FC Bayern de Múnic                       | Leeds United FC                          |                                          |                                          |
| 1972-73                                        |                                          |                                          |                                          |                                          | Eintracht Frankfurt                      | AEK Atenes FC                            | Dynamo Berlin                            | Dynamo Dresden                           | Tottenham FC                             | Borussia Mönchengladbach                 |                                          |
| 1975-76                                        |                                          |                                          |                                          |                                          | Hibernian FC                             | Reial Societat                           | WKS Śląsk Wrocław                        | Dynamo Dresden                           | FC Barcelona                             | Brugge                                   |                                          |
| 1991-92                                        |                                          |                                          |                                          |                                          | FC Kuusysi                               | AJ Auxerre                               | FC Swarovski Tirol                       | Genoa CFC                                |                                          |                                          |                                          |
| 1995-96                                        |                                          |                                          |                                          |                                          | FC Spartak Vladikavkaz                   | Brøndby IF                               |                                          |                                          |                                          |                                          |                                          |
| 1997-98                                        |                                          |                                          |                                          |                                          | Celtic FC                                | RC Strasbourg                            |                                          |                                          |                                          |                                          |                                          |
| 1998-99                                        |                                          |                                          |                                          |                                          | FC VSS Košice                            | València CF                              | RC Celta de Vigo                         |                                          |                                          |                                          |                                          |
| 2000-01                                        |                                          |                                          |                                          | FC Rapid Bucureşti                       | FC Slovan Liberec                        | Olympiakos FC                            | AS Roma                                  | FC Porto                                 | FC Barcelona                             | Deportivo Alavés                         |                                          |
| 2002-03                                        |                                          |                                          |                                          |                                          |                                          | SBV Vitesse                              | AJ Auxerre                               | Celtic FC                                |                                          |                                          |                                          |
| 2003-04                                        |                                          |                                          |                                          | NK Olimpija Ljubljana                    | CSA Steaua Bucureşti                     | PFK Levski Sofia                         | Olympique de Marsella                    |                                          |                                          |                                          |                                          |
| 2009-10                                        |                                          |                                          |                                          |                                          | FC Unirea Urziceni                       | Lille OSC                                | SL Benfica                               | Atlètic de Madrid                        |                                          |                                          |                                          |
| Edició                                         | Fases anteriors                          | Fases anteriors                          | Fases anteriors                          | Fases anteriors                          | Fase de grups ¹                          | Setzens de final                         | Vuitens de final                         | Quarts de final                          | Semifinals                               | Final                                    |                                          |
| 2010-11                                        |                                          |                                          | FK Rabotnički Skopje                     | Trabzonspor                              | CSA Steaua Bucureşti                     | AC Sparta Praga                          | SC Braga                                 |                                          |                                          |                                          |                                          |
| 2012-13                                        |                                          |                                          | FK Gomel                                 | Heart of Midlothian FC                   | BSC Young Boys                           | FK Zenit Sant Petersburg                 |                                          |                                          |                                          |                                          |                                          |
| 2014-15                                        |                                          |                                          |                                          |                                          |                                          | Beşiktaş JK                              |                                          |                                          |                                          |                                          |                                          |
| 2015-16                                        |                                          |                                          |                                          |                                          | FK Rubín Kazan                           | FC Augsburg                              | Manchester United FC                     | Borussia Dortmund                        | Vila-real CF                             | Sevilla FC                               |                                          |
| 2023-24                                        |                                          |                                          |                                          |                                          | Saint-Gilloise                           |                                          | AC Sparta Praga                          | Atalanta BC                              |                                          |                                          |                                          |

¹ Fase de grups. Equip eliminat millor posicionat en cas de classificació, o equip classificat pitjor posicionat en cas d'eliminació (en ambdós casos, contra qui hagi jugat si és possible).

## Jugadors

### Plantilla 2025-26
A 9 agost 2025
| N. | Pos. | Nac. | Jugador                  |
| -- | ---- | --- | ------------------------ |
| 1  | POR  | [[Fitxer:Flag of Brazil.svg\|23x15px\|border \|alt=Brasil\|link=Selecció de futbol del Brasil\|{{#if:\|]]                         | Alisson Becker           |
| 2  | DEF  | [[Fitxer:Flag of England.svg\|23x15px\|border \|alt=Anglaterra\|link=Selecció de futbol d'Anglaterra\|{{#if:\|]]                  | Joe Gomez                |
| 3  | MIG  | [[Fitxer:Flag of Japan.svg\|23x15px\|border \|alt=Japó\|link=Selecció de futbol del Japó\|{{#if:\|]]                              | Wataru Endo              |
| 4  | DEF  | [[Fitxer:Flag of the Netherlands.svg\|23x15px\|border \|alt=Països Baixos\|link=Selecció de futbol dels Països Baixos\|{{#if:\|]] | Virgil van Dijk (capità) |
| 5  | DEF  | [[Fitxer:Flag of France (1794–1815, 1830–1974).svg\|23x15px\|border \|alt=França\|link=Selecció de futbol de França\|{{#if:\|]]   | Ibrahima Konaté          |
| 6  | DEF  | [[Fitxer:Flag of Hungary.svg\|23x15px\|border \|alt=Hongria\|link=Selecció de futbol d'Hongria\|{{#if:\|]]                        | Milos Kerkez             |
| 7  | DAV  | [[Fitxer:Flag of Germany.svg\|23x15px\|border \|alt=Alemanya\|link=Selecció de futbol d'Alemanya\|{{#if:\|]]                      | Florian Wirtz            |
| 8  | MIG  | [[Fitxer:Flag of Hungary.svg\|23x15px\|border \|alt=Hongria\|link=Selecció de futbol d'Hongria\|{{#if:\|]]                        | Dominik Szoboszlai       |
| 10 | MIG  | [[Fitxer:Flag of Argentina.svg\|23x15px\|border \|alt=Argentina\|link=Selecció de futbol de l'Argentina\|{{#if:\|]]               | Alexis Mac Allister      |
| 11 | DAV  | [[Fitxer:Flag of Egypt.svg\|23x15px\|border \|alt=Egipte\|link=Selecció de futbol d'Egipte\|{{#if:\|]]                            | Mohamed Salah            |
| 12 | DEF  | [[Fitxer:Ulster Banner.svg\|23x15px\|border \|alt=Irlanda del Nord\|link=Selecció de futbol d'Irlanda del Nord\|{{#if:\|]]        | Conor Bradley            |
| 14 | DAV  | [[Fitxer:Flag of Italy.svg\|23x15px\|border \|alt=Itàlia\|link=Selecció de futbol d'Itàlia\|{{#if:\|]]                            | Federico Chiesa          |
| 17 | MIG  | [[Fitxer:Flag of England.svg\|23x15px\|border \|alt=Anglaterra\|link=Selecció de futbol d'Anglaterra\|{{#if:\|]]                  | Curtis Jones             |
| 18 | DAV  | [[Fitxer:Flag of the Netherlands.svg\|23x15px\|border \|alt=Països Baixos\|link=Selecció de futbol dels Països Baixos\|{{#if:\|]] | Cody Gakpo               |

| N. | Pos. | Nac. | Jugador              |
| -- | ---- | --- | -------------------- |
| 19 | MIG  | [[Fitxer:Flag of England.svg\|23x15px\|border \|alt=Anglaterra\|link=Selecció de futbol d'Anglaterra\|{{#if:\|]]                  | Harvey Elliott       |
| 21 | DEF  | [[Fitxer:Flag of Greece.svg\|23x15px\|border \|alt=Grècia\|link=Selecció de futbol de Grècia\|{{#if:\|]]                          | Kostas Tsimikas      |
| 22 | DAV  | [[Fitxer:Flag of France (1794–1815, 1830–1974).svg\|23x15px\|border \|alt=França\|link=Selecció de futbol de França\|{{#if:\|]]   | Hugo Ekitike         |
| 25 | POR  | [[Fitxer:Flag of Georgia.svg\|23x15px\|border \|alt=Geòrgia\|link=Selecció de futbol de Geòrgia\|{{#if:\|]]                       | Giorgi Mamardashvili |
| 26 | DEF  | [[Fitxer:Flag of Scotland.svg\|23x15px\|border \|alt=Escòcia\|link=Selecció de futbol d'Escòcia\|{{#if:\|]]                       | Andy Robertson       |
| 28 | POR  | [[Fitxer:Flag of England.svg\|23x15px\|border \|alt=Anglaterra\|link=Selecció de futbol d'Anglaterra\|{{#if:\|]]                  | Freddie Woodman      |
| 30 | DEF  | [[Fitxer:Flag of the Netherlands.svg\|23x15px\|border \|alt=Països Baixos\|link=Selecció de futbol dels Països Baixos\|{{#if:\|]] | Jeremie Frimpong     |
| 38 | MIG  | [[Fitxer:Flag of the Netherlands.svg\|23x15px\|border \|alt=Països Baixos\|link=Selecció de futbol dels Països Baixos\|{{#if:\|]] | Ryan Gravenberch     |
| 41 | POR  | [[Fitxer:Flag of Hungary.svg\|23x15px\|border \|alt=Hongria\|link=Selecció de futbol d'Hongria\|{{#if:\|]]                        | Ármin Pécsi          |
| 42 | MIG  | [[Fitxer:Flag of England.svg\|23x15px\|border \|alt=Anglaterra\|link=Selecció de futbol d'Anglaterra\|{{#if:\|]]                  | Trey Nyoni           |
| 43 | MIG  | [[Fitxer:Flag of Spain.svg\|23x15px\|border \|alt=Espanya\|link=Selecció de futbol d'Espanya\|{{#if:\|]]                          | Stefan Bajcetic      |
| 46 | DEF  | [[Fitxer:Flag of England.svg\|23x15px\|border \|alt=Anglaterra\|link=Selecció de futbol d'Anglaterra\|{{#if:\|]]                  | Rhys Williams        |
| 47 | DEF  | [[Fitxer:Flag of Scotland.svg\|23x15px\|border \|alt=Escòcia\|link=Selecció de futbol d'Escòcia\|{{#if:\|]]                       | Calvin Ramsay        |
| 50 | DAV  | [[Fitxer:Flag of Scotland.svg\|23x15px\|border \|alt=Escòcia\|link=Selecció de futbol d'Escòcia\|{{#if:\|]]                       | Ben Doak             |

### Cedits a altres equips
| N. | Pos. | Nac. | Jugador                                                       |
| -- | ---- | --- | ------------------------------------------------------------- |
| 56 | POR  | [[Fitxer:Flag of the Czech Republic.svg\|23x15px\|border \|alt=Txèquia\|link=Selecció de futbol de la República Txeca\|{{#if:\|]] | Vítězslav Jaroš (al AFC Ajax fins al 30 de juny de 2026)      |
| 95 | POR  | [[Fitxer:Flag of England.svg\|23x15px\|border \|alt=Anglaterra\|link=Selecció de futbol d'Anglaterra\|{{#if:\|]]                  | Harvey Davies (al Crawley Town FC fins al 30 de juny de 2026) |

## Jugadors històrics destacats
- Tom Bromilow
- Ephraim Longworth
- Sam Hardy
- Elisha Scott
- Gordon Hodgson
- Billy Liddell
- Ron Yeats
- Ray Clemence
- Roger Hunt
- Kevin Keegan
- Alan Hansen
- Alan Kennedy
- Terry McDermott
- Graeme Souness
- Kenny Dalglish
- John Barnes
- Ian Rush
- John Aldridge
- Steve McManaman
- Robbie Fowler
- Michael Owen
- Jamie Carragher
- Steven Gerrard
- Xabi Alonso
- Sami Hyypiä
- Javier Mascherano
- Pepe Reina
- Fernando Torres
- Luis Suárez
- Mohamed Salah
- Virgil Van Dijk
- Mohamed Salah

## Entrenadors
| Entrenador       | Anys        |
| ---------------- | ----------- |
| W. E. Barclay    | 1892 - 1896 |
| Tom Watson       | 1896 - 1915 |
| David Ashworth   | 1920 - 1923 |
| Matt McQueen     | 1923 - 1928 |
| George Patterson | 1928 - 1936 |
| George Kay       | 1936 - 1951 |
| Don Welsh        | 1951 - 1956 |
| Phil Taylor      | 1956 - 1959 |
| Bill Shankly     | 1959 - 1974 |
| Bob Paisley      | 1974 - 1983 |
| Joe Fagan        | 1983 - 1985 |
| Kenny Dalglish   | 1985 - 1991 |
| Graeme Souness   | 1991 - 1994 |
| Roy Evans        | 1994 - 1998 |
| Gérard Houllier  | 1998 - 2004 |
| Rafael Benítez   | 2004 - 2010 |
| Roy Hodgson      | 2010        |
| Kenny Dalglish   | 2011 - 2012 |
| Brendan Rodgers  | 2012 - 2015 |
| Jürgen Klopp     | 2015 - 2024 |
| Arne Slot        | 2024 -      |